# Józef Męcina-Krzesz

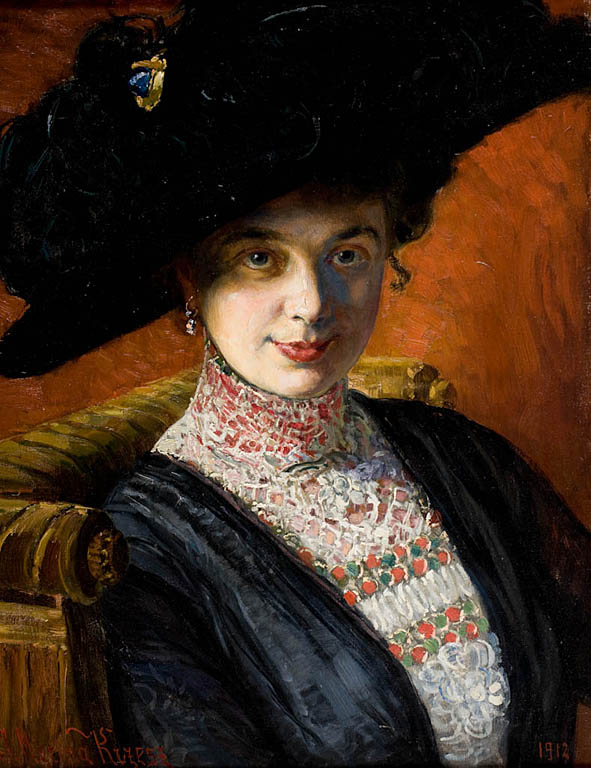
Portret pani J. (1912)

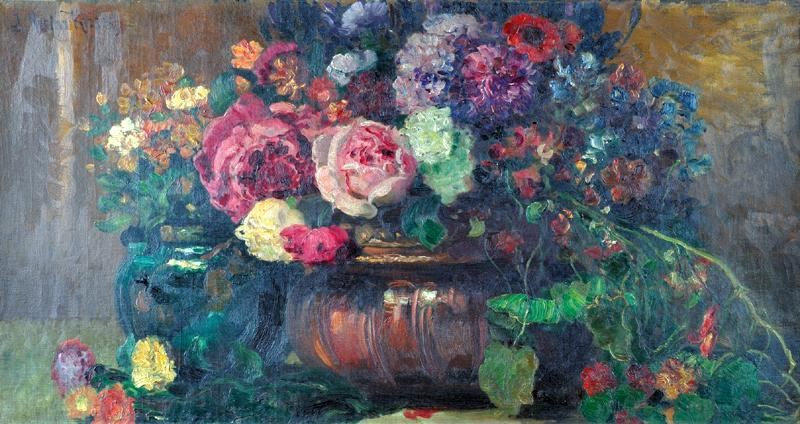
Kwiaty w wazie

Józef Feliks Męcina-Krzesz (ur. 2 stycznia 1860 w Krakowie, zm. 2 grudnia 1934 w Poznaniu) – polski malarz. Malował obrazy o treści religijnej, historycznej oraz portrety. 

## Życiorys
Syn Jana i Elżbiety. Ukończył szkołę realną. Następnie w latach 1877–1884 studiował w Szkole Sztuk Pięknych w Krakowie u Władysława Łuszczkiewicza i Floriana Cynka. W latach 1882–1884 był uczniem Jana Matejki.
W roku 1884 uzyskał stypendium Wydziału Krajowego i 1886 wyjechał na dalsze studia do Paryża, gdzie kształcił się w szkole Jean-Paula Laurensa. Współpracował jako ilustrator z czasopismami „L’Illustration” i „Figaro Illustré”. W roku 1888 ożenił się z malarką francuską Ludwiką Marią Barat. Był od roku 1894 członkiem zarządu Powszechnego Stowarzyszenia Artystów Polskich oraz od roku 1913 Union Internationale des Beaux-Arts et des Lettres w Paryżu. 
Podróżował po Europie, zwiedzając Włochy, Niemcy i Anglię. W roku 1894 powrócił do Krakowa i w roku 1901 zamieszkał w willi na Dębnikach. W latach 1914–1916 mieszkał w Pradze, od roku 1921 w Poznaniu. 
Zmarł 2 grudnia 1934 w Poznaniu. Został pochowany na Cmentarzu wojennym Bohaterów Radzieckich (kwatera 6 miejsce B). 

## Zielony Balonik
W kręgu młodych malarzy krakowskich, skupionych wokół „Zielonego Balonika” Męcina-Krzesz uchodził za konserwatystę. Tadeusz Boy-Żeleński pokpiwał na ten temat w „Słówkach”:
Lecz cóż? Wszędzie przeszkoda jakaś szyki miesza,
Aże w końcu odkryliśmy Kręcinę Mesza:
Stworzył cykl religijny, z dwóch cyklów złożony,
I ten, że tak powiem, bicykl został nagrodzony.
[...]
I dziś Polsce całej głosi wzdłuż i wszerz,
Że nagrodę dostał: pan Kręcina Mesz.

(Sprawozdanie prof. dr. hr. M. Y. Cielskiego z rozdania nagród Barczewskiego w Akademii Krakowskiej)

## Ordery i odznaczenia
- Złoty Krzyż Zasługi (9 listopada 1932)[2]
- Kawaler Orderu Legii Honorowej (Francja, 1931)

## Przypisy

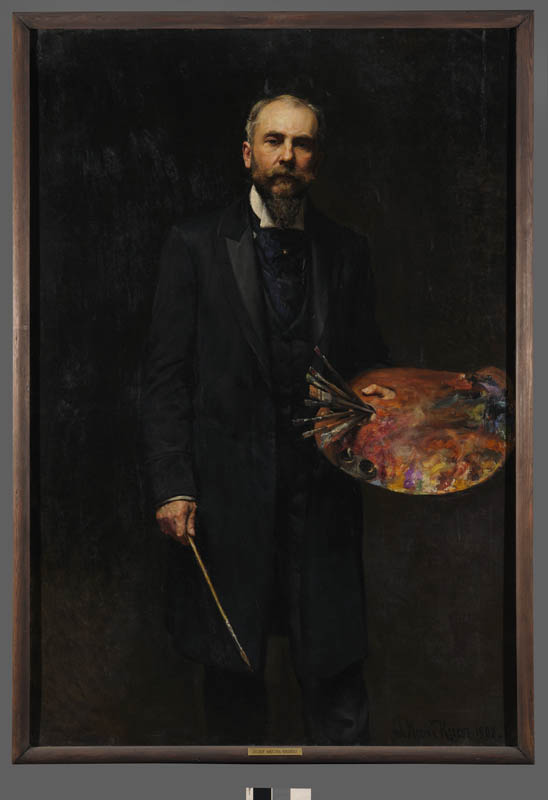
Autoportret z paletą